# 2號國道 (南非)
2號國道（N2）是南非一條幹線公路，自西部最大城市開普敦開始，沿印度洋岸線往東，經伊莉莎白港、東倫敦（東倫敦至謝普斯通港之間轉入內陸）、德班，在理查茲貝後轉入內陸，至埃爾默洛止。全長2,232公里。